# Nothing Breaks Like a Heart
"Nothing Breaks Like a Heart" é uma canção do músico britânico Mark Ronson com a cantora americana Miley Cyrus, lançada em 29 de novembro de 2018 pela RCA Records como o primeiro single do quinto álbum de estúdio de Ronson, Late Night Feelings (2019).
O single foi anunciado em 25 de novembro de 2018 através da mídia social de Ronson. No dia seguinte, Cyrus anunciou o single, encerrando seu hiato de quatro meses nas mídias sociais.

## Antecedentes e promoção
Edmund Bryce Sheeran teria escrito a faixa em maio de 2018, postando nas redes sociais que eles estavam trabalhando juntos no estúdio. Apesar de ter sido rumores de antemão, o título da música foi confirmado mais tarde no site da BBC para o The Graham Norton Show. "Nothing Breaks Like a Heart" foi anunciado em 25 de novembro por Ronson via Instagram e oficialmente anunciado por Cyrus no dia seguinte.

## Performances ao vivo
A faixa foi apresentada pela primeira vez no The Graham Norton Show em 7 de dezembro de 2018. Ronson e Cyrus também tocaram a faixa no Saturday Night Live em 15 de dezembro de 2018.

## Desempenho comercial
Nos Estados Unidos, "Nothing Breaks Like a Heart" estreou no número 67 da Billboard Hot 100, tornando-se a 46ª posição de Cyrus e Ronson na terceira posição. No Reino Unido, o single estreou no número 10 no UK Singles Chart. Em sua segunda semana, a música subiu para quatro, tornando-se o sexto top 10 de Cyrus no chart. A música finalmente alcançou o número dois em janeiro de 2019.

## Vídeo de música
Cyrus primeiro brincou com o videoclipe de "Nothing Breaks Like a Heart" no Twitter e no Instagram em 26 de novembro de 2018. O vídeo foi filmado em outubro de 2018 em Kiev, na Ucrânia, com cenas ocorrendo na ponte New Darnytskyi. Ele estreou em 29 de novembro de 2018. Um vídeo vertical da música foi lançado no dia seguinte, exclusivamente no Spotify.. Em 9 de janeiro de 2019, o vídeo vertical foi carregado no canal oficial da Cyrus no YouTube.